# María de la Puente
María de la Puente Álvarez (Ponferrada, 11 de marzo de 1989) es una deportista española que compitió en halterofilia. Ganó una medalla de plata en el Campeonato Europeo de Halterofilia de 2008, en la categoría de 53 kg.

## Palmarés internacional
| Campeonato Europeo | Campeonato Europeo          | Campeonato Europeo | Campeonato Europeo |
| Año                | Lugar                       | Medalla            | Categoría          |
| ------------------ | --------------------------- | ------------------ | ------------------ |
| 2008               | Lignano Sabbiadoro (Italia) | Medalla de plata   | 53 kg              |